# Ivo Rožek
Ivo Rožek (11. srpna 1922 Praha – 7. července 1997[zdroj⁠?!] Praha) byl český textař a básník. 

## Život
Verše začal publikovat jako student gymnázia na počátku druhé světové války. Aktivně se podílel na almanachu Tvář ve světle (1941) a psal také do studentského časopisu Šíp. V roce 1940 mu dvě básně otiskl Jaroslav Seifert v nedělní příloze Národní práce. O rok později byla jeho veřejná tvorba násilně přerušena – dostal zákaz publikovat.
Po válce opustil svůj původní úmysl stát se novinářem a později pracoval jako kulisák v Divadle Rokoko a v Národním divadle. Tvořit ovšem nepřestal.
V době svého působení v Rokoku začal psát texty k písním. Psal například pro Martu Kubišovou a Yvonne Přenosilovou, k jeho nejznámějším textům patří Depeše, Robinson nebo Javory.
Působil jako textař také v Akord Clubu - hudebním souboru, který sehrál významnou úlohu při zrodu fenoménu tzv. malých divadel, příznačných pro umělecké a společenské dění na zlomu 50. a 60. let.
V roce 1968 dokončil knížku básní nazvanou Až delfíni vystoupí z vod a ukázky jeho veršů byly otištěny v časopisech a jazzových sbornících. Dobový vývoj ho však opět umlčel.
Zmíněná sbírka básní Až delfíni vystoupí z vod byla strojopisně vydána jako 14. svazek řady poezie Asyl v České expedici v roce 1987. Knižně vyšla o 4 roky později, v roce 1991.